# Walid Karoui
Walid Karoui, né le 25 mars 1996, est un footballeur tunisien évoluant au poste de milieu de terrain.

## Biographie

### En club
Il participe à la coupe de la confédération avec le Club sportif sfaxien.

### En équipe nationale
Il joue son premier match en équipe de Tunisie le 20 novembre 2018, en amical contre le Maroc (défaite 0-1).

## Palmarès
- Coupe de Tunisie (3) :
  - Vainqueur : 2019, 2021 et 2022